# Barbara Helsingius
Barbara Christina Elisabeth Helsingius-Koski, född Helsingius 27 september 1937 i Helsingfors, död 9 mars 2017 i Esbo, var en finlandssvensk fäktare, vissångare, visdiktare och visöversättare.
Hon växte upp i Helsingfors som dotter till överstelöjtnanten Zachris Olof Helsingius och Elisabeth Jusélius. Hon blev student från Nya svenska samskolan och utbildade sig till gymnastiklärare, med examen 1961. Hon studerade också vid Stanford University i Kalifornien i USA, där hon tog en magisterexamen i pedagogik 1963. Hon gifte sig 1967 med diplomaten vid USA:s ambassad i Helsingfors William Henry ”Hank” Koski och flyttade till Washington DC. Paret fick två döttrar.
Hon var i flera omgångar anställd vid eller på annat sätt medarbetare till Finlands rundradio. Hon introducerade amerikansk folkmusik i Finland. Under perioden 1968–75 bodde hon i Norge, där maken tjänstgjorde vid USA:s Oslo-ambassad, och i vilket land hon senare ofta uppträdde.
Barbara Helsingius debuterade som vissångare på 1960-talet och som visdiktare på 1970-talet och har som sådan blivit mycket uppskattad. Hon sjöng egna och finlandssvenska visor, översatte skandinaviska visor till finska och finska visor till svenska, norska och engelska och framträdde på visfestivaler världen över. Hon skrev närmare 800 egna eller översatta vistexter. Hon var medlem av Visens venner i Norge, hedersmedlem av Visans Vänner i Helsingfors samt Yrkestrubadurernas Förening i Sverige, ledamot av Svenska Visakademien (som enda finländare) och den samnordiska kulturföreningen NordVisa. Hennes första LP, Barbara, gavs ut 1966. På den sjöng hon amerikanska folkvisor på finska, bland andra Ian Tysons ”Four strong winds” och ”Copper Kettle”. 
Hon tonsatte dikter av Karin Mandelstam, Aale Tynni och Aila Meriluoto för lp-skivan Kahlaajatyttö 1982. Hon översatte finska texter av Juice Leskinen, Georg Malmstén, Mikko Alatalo, Pentti Rasinkangas  och Jukka Kuoppamäki till svenska. Hon äversatte också texter av Eino Leino, som sjöngs av John Harryson i Sverige. År 1977 gjorde hon Jag visste så väl, som sjöngs av många artister.
Barbara Helsingius var även fäktare och blev finländsk mästare 1959 och 1961. Hon var med i laget som vann Nordiska mästerskapen i Oslo 1961 och i Finlands lag vid de olympiska sommarspelen 1960 i Rom och VM i Paris 1965.

## Priser och utmärkelser
- 1989 – Hambestipendiet
- 1994 – Kulturfonden för Norge och Finlands stora pris
- 1994 – Nils Ferlin-priset
- 1995 – NordVisa-statyetten "Liv"
- 1995 – Pro Cultura Esbo

## Diskografi

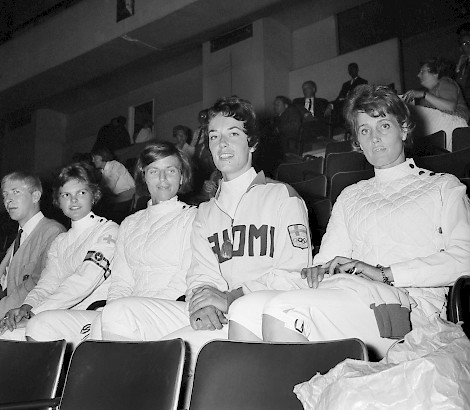
Barbara Helsingius i det finländska fäktarlaget vid VM i fäktning i Paris 1965.

- 1966 – Barbara (amerikanska folkvisor på finska)
- 1977 – Det var en gång (egna visor)
- 1978 – Olipa kerran (finsk version av ovanstående skiva)
- 1981 – Speiling (finska visor på norska)
- 1981 – Barbaras blandade (egna visor)
- 1982 – Kahlaajatyttö (tonsättningar av de finska poeterna Aale Tynni och Aila Meriluoto)
- 1982 – Fra Barbara med kjærlighet (finska visor på norska)
- 1984 – Reflection: Songs from Finland (finska visor på engelska)
- 1986 – Drøm og bekjennelse (egna och finska visor på norska)
- 1986 – Spegling (finlandssvenska visor)
- 1986 – Rakkaudella (finsk version av ovanstående skiva)
- 1992 – Tuulen niityillä (nordiska visor på finska)
- 1996 – Sånt är vårt liv (egna och finska visor på svenska)
- 2000 – Songs Finland Sings (dubbel-cd med finska visor, folkvisor, barnvisor och schlager på engelska)